# Purple Dream
《Purple Dream》為香港歌手李克勤第四張粵語個人大碟，在1989年9月26日推出。本大碟收錄了12首歌曲，主打歌曲包括《一生不變》、《舊日的小提琴》、《風雨夜歸人》及重新灌錄的《月半小夜曲》。此大碟獲得三白金（十五萬）銷量佳績。

## 曲目
全碟監製：黃祖輝
| 曲序 | 曲目                  |        | 作曲                                        | 编曲   | 备注                                                   |
| ---- | --------------------- | ------ | ------------------------------------------- | ------ | ------------------------------------------------------ |
| 1.   | 撞裂黑夜              | 林振強 | 浮世繪                                      | 劉志遠 |                                                        |
| 2.   | 舊日的小提琴          | 克勤   | 林慕德                                      | 林慕德 |                                                        |
| 3.   | 夢少年                | 樂諾   | 盧東尼                                      | 盧東尼 | 無綫電視劇集《淘氣雙子星》插曲                         |
| 4.   | In the City           | 林振強 | Jacques Morali、Henri Belolo、Victor Willis | 林曠培 | 改編自村民的《In the Navy》                            |
| 5.   | 壯志雄心              | 潘偉源 | 顧嘉煇                                      | 顧嘉煇 | 電影《壯志雄心》主題曲                                 |
| 6.   | 冬之旅人              | 克勤   | 久石讓                                      | 杜自持 | 改編久石讓的《冬の旅人》                               |
| 7.   | 突然                  | 潘偉源 | 玉置浩二                                    | 杜自持 | 改編自玉置浩二的《キ・ツ・イ》                         |
| 8.   | 九月中的陌生人        | 小美   | 德永英明                                    | 杜自持 | 改編自德永英明的《9月のストレンジャー》                |
| 9.   | 一生不變              | 向雪懷 | 彭永松                                      | 盧東尼 | 改編自張鎬哲的《不是我不小心》                         |
| 10.  | 天涯小子              | 文井一 | 林敏怡                                      | 盧東尼 |                                                        |
| 11.  | 風雨夜歸人            | 簡寧   | 石田正人                                    | 盧東尼 | 改編自池田政典的《一人の青年》                         |
| 12.  | 月半小夜曲(89重唱版） | 向雪懷 | 河合奈保子                                  | 杜自持 | 改編自河合奈保子的《ハーフムーン·セレナーデ》 重新演繹 |

## 音樂錄像

### 原人演出
- 一生不變（寶麗金金曲卡拉OK POL33004（1990年，原聲）、寶麗金卡拉OK碟聖3巨星原裝金曲（1991年，原聲）及寶麗金卡拉OK碟聖李克勤原裝卡拉OK精選（1993年，原聲），TVB版MV）
- 冬之旅人(TVB版MV)
- 風雨夜歸人(TVB版MV)
- 月半小夜曲(TVB版MV)

### 非原人演出
- 月半小夜曲（寶麗金金曲卡拉OK POL33005（1990年，部份原聲）、寶麗金卡拉OK碟聖3巨星原裝金曲（1991年，原聲）及寶麗金卡拉OK碟聖李克勤原裝卡拉OK精選（1993年，原聲））
- 不是我不小心（粵語版：一生不變）（寶麗金卡拉OK碟聖10國語歌曲精選（1991年，非原聲））